# Autophila banghaasi
Autophila banghaasi är en fjärilsart som beskrevs av Charles Boursin 1940. Autophila banghaasi ingår i släktet Autophila och familjen nattflyn. Inga underarter finns listade i Catalogue of Life.